# Reflektometria GNSS
Reflektometria GNSS (ang. GNSS reflectometry) obejmuje wykonywanie pomiarów za pomocą odbitych od powierzchni Ziemi sygnałów z systemów nawigacyjnych takich jak GPS czy GLONASS.